# 898 (numero)
Ottocentonovantotto (898) è il numero naturale dopo l'897 e prima dell'899.

## Proprietà matematiche
- È un numero pari.
- È un numero composto, da 4 divisori: 1, 2, 449, 898. Poiché la somma dei suoi divisori (escluso il numero stesso) è 452 < 898, è un numero difettivo.
- È un numero semiprimo.
- È un numero nontotiente (per cui la equazione φ(x) = n non ha soluzione).
- È un numero malvagio.
- È un numero intoccabile.
- È un numero intero privo di quadrati.
- È esprimibile come somma di 2 quadrati, ovvero: 898 = 169 + 729 = 132 + 272.
- È parte delle terne pitagoriche (560, 702, 898), (898, 201600, 201602).
- È un numero palindromo e un numero ondulante nel  sistema numerico decimale, nel sistema di numerazione posizionale a base 11 (747) e in quello a base 23 (1G1).

## Astronomia
- 898 Hildegard è un asteroide della fascia principale del sistema solare.
- NGC 898 è una galassia spirale della costellazione di Andromeda.
- IC 898 è una galassia nella costellazione della Vergine.
- Gliese 898 è una stella nella costellazione dell'Aquario.

## Astronautica
- Cosmos 898 (vettore Sojuz-U) è un satellite artificiale russo.

## Altri ambiti
- 898 FS sono state delle locomotive a vapore delle Ferrovie dello Stato italiano.